# Сепиадарииды
Сепиадарииды (лат. Sepiadariidae) — семейство моллюсков из отряда каракатицы класса головоногих.
Это мелкие каракатицы, длиной не более 4 см. Днём они закапываются в донные отложения, из которых выходят ночью, чтобы покормиться.

## Систематика
На декабрь 2023 семейство включает 2 рода и 10 видов:
- Род Sepiadarium
  - Sepiadarium auritum
  - Sepiadarium austrinum
  - Sepiadarium gracilis
  - Sepiadarium kochii
  - Sepiadarium nipponianum
- Род Sepioloidea
  - Sepioloidea jaelae
  - Sepioloidea lineolata
  - Sepioloidea magna
  - Sepioloidea pacifica
  - Sepioloidea virgilioi